# Populicerus nitidissimus
Populicerus nitidissimus är en insektsart som först beskrevs av Herrich-schaeffer 1835.  Populicerus nitidissimus ingår i släktet Populicerus, och familjen dvärgstritar. Enligt den finländska rödlistan är arten nära hotad i Finland. Arten är reproducerande i Sverige. Artens livsmiljö är parker, gårdsplaner och trädgårdar.